# Луть
Луть (в верховье Жуковка) — река в России, протекает в Ярославской области. Длина реки — 20 км, площадь водосборного бассейна — 106 км².

## Течение
Жуковка берёт начало у деревни Яковлевское и пересекает урочище Кобяновский лес. Левый приток, Фекленка, зарождается в мелиоративной системе севернее села Ильинское-Урусово, огибает это село с запада, проходя между этим селом и Заречьем и мимо Кобикова течёт к Халдеево. 
Напротив деревни Глебово Луть принимает левый приток Пера, который зарождается около Маланьино и течёт мимо Ивашково. Далее река течёт через деревню Гаврилково, после которой принимает левый приток Сотьму. Далее следует село Татищев Погост, а затем устье реки, которое находится в 15 км по левому берегу реки Устье, вблизи деревни Бородино.

## Притоки
(км от устья)
- река Сотьма (лв)
- река Пера (лв)
- 12 км: река Фекленка (лв)

## Данные водного реестра
По данным государственного водного реестра России относится к Верхневолжскому бассейновому округу, водохозяйственный участок реки — Волга от Рыбинского гидроузла до города Кострома, без реки Кострома от истока до водомерного поста у деревни Исады, речной подбассейн реки — Волга ниже Рыбинского водохранилища до впадения Оки. Речной бассейн реки — (Верхняя) Волга до Куйбышевского водохранилища (без бассейна Оки).
Код объекта в государственном водном реестре — 08010300212110000010941.